# 阿諾德 (馬里蘭州)
阿諾德（英語：Arnold）是位於美國馬里蘭州安妮阿倫德爾縣的一個普查規定居民點。

## 人口
根據2020年美國人口普查的數據，阿諾德的面積為35.11平方千米，當中陸地面積為28.02平方千米，而水域面積為7.09平方千米。當地共有人口24064人，而人口密度為每平方千米685.39人。